# 毫不保留的愛
《毫不保留的愛》（日语：せいせいするほど、愛してる）為日本漫畫家北川美幸創作的漫畫作品。原作於2006年至2008年於「Fruit Comics」（小學館）連載。單行本全7冊。2016年由TBS電視台聯播網改編為電視劇。

## 故事概要
一心想要結婚的栗原未亞，收到男友山下陽太送她的求婚戒指，卻不小心在出差時遺失，之後有位好心人替她找到戒指，雖然鬆了一口氣，但男友要求未亞婚後辭去工作，與她的生涯規劃不合，最終決定與男友分手。出差後因為某個機緣至公關部任職的未亞，遭到闖入公司的前男友騷擾，一籌莫展的未亞，就在此時被一位美男子出手相救。未亞這時發現，出手拯救她的是這家公司的副社長三好海里，更讓她驚訝的是，這個人居然就是當初替她尋找戒指的好心人…

## 登場人物
栗原未亞
羅亞爾化粧品宣傳部員工。25歲。
三好海里
羅亞爾化粧品副社長。27歲。
久野淳志
證券公司營業員、獲得小説新人獎的作家。海里學生時代的好友。
真咲朱莉
出版社「省樂館」的編輯。25歲。引薦久野作品的責任編輯。
美山千明
模特兒。25歳。
宮澤綾
「Beauté de dragée」的代理營業部長。關西出身，習慣說關西腔。曾在大阪的廣告代理商工作。
三好優香
海里的妻子。
藤枝志保
大阪中央醫院的護理師，負責照料優香。東京出身。宮澤的前女友。
山下陽太
未亞的前男友。

## 漫畫出版情報

### 日文版
北川美幸《毫不保留的愛》， 小學館「Fruit Comics α」，全7冊
- 2006年10月26日發行，ISBN 9784091306968
- 2007年3月26日發行，ISBN 9784091308979
- 2007年9月26日發行，ISBN 9784091312051
- 2008年1月25日發行，ISBN 9784091314581
- 2008年7月10日發行，ISBN 9784091316868
- 2008年10月10日發行，ISBN 9784091320452
- 2009年2月10日發行，ISBN 9784091322388

北川美幸《毫不保留的愛》新裝版，小學館「Fruit Comics α」，全7冊
- 2016年6月24日發行，ISBN 9784091386502
- 2016年6月24日發行，ISBN 9784091386571
- 2016年6月24日發行，ISBN 9784091386588
- 2016年6月24日發行，ISBN 9784091386595
- 2016年6月24日發行，ISBN 9784091386601
- 2016年6月24日發行，ISBN 9784091386656
- 2016年6月24日發行，ISBN 9784091386663

### 台灣中文版
北川美幸《毫不保留的愛》，長鴻出版社，全7冊，譯者：林家宇
- 2007年7月20日發行，ISBN 4710765214029
- 2007年10月3日發行，ISBN 4710765217723
- 2008年4月30日發行，ISBN 4712805823109
- 2008年7月9日發行，ISBN 4712805825004
- 2009年1月22日發行，ISBN 4711552440416
- 2009年3月9日發行，ISBN 4711552441352
- 2009年6月6日發行，ISBN 4711552443325

## 電視劇
《毫不保留的愛》，為改編自同名漫畫的連續劇，2016年7月12日起每週二晚間10:00－10:54於TBS電視台聯播網的TBS週二連續劇時段播出。由武井咲主演。原作未亞所任職的宣傳部及海里擔任副社長的公司改為日本蒂芙尼公司（Tiffany & Co.），由該公司協助劇組拍攝。

### 登場人物

#### 主要人物
- 栗原未亞：武井咲（香港配音：張頌欣）

跨國頂級珠寶商日本Tiffany & Co.的宣傳部員工。與明里及千明是小學時的玩伴。
- 三好海里：瀧澤秀明（香港配音：黃啟昌）

日本Tiffany & Co.副社長。 自美國的大學畢業，受擔任Tiffany 社長的伯父嘉次所託擔任副社長。

#### Tiffany & Co.
- 佐伯香澄：横澤夏子[6]（香港配音：魏惠娥）

公關部員工。未亞的前輩。
- 遠藤多佳子：和田安佳莉 [7]（香港配音：曾秀清）

宣傳部員工。未亞的後輩。
- 高田義彦：壽大聰（香港配音：陳卓智）

宣傳部員工。未亞的前輩。
- 向井雅代：神野三鈴（香港配音：黃玉娟）

宣傳部部長。未亞的上司。
- 古澤和彥：瀧川英次（香港配音：潘文柏）

執行董事。
- 三好嘉次：松平健（香港配音：陳永信）

社長。海里的伯父。

#### 其他
- 真咲明里：水澤惠麗奈（香港配音：黃昕瑜）

大型出版社「藝秀館」的文藝雜誌「小說藝秀」的編輯。未亞與千明小學時的玩伴。看出久野有創作小説的資質，之後擔任他的責任編輯。
- 美山千明：特林德爾·玲奈（香港配音：詹健兒）

時尚模特兒。未亞與明里小學時的玩伴。
- 久野淳志：中村隼人（香港配音：李安邦）

正職為證券公司營業員的業餘小說家。之後獲得新人獎，正式出道為新人小説家。海里大學時的學弟。
- 宮澤綾：中村蒼（香港配音：李鎮然）

高級女鞋品牌「Jimmy Choo」（周仰傑）宣傳部代理部長。
- 山下陽太：高橋光臣（香港配音：鄧志堅）

未亞的前男友。
- 小川遥香：橋本愛實[8]（香港配音：曾佩儀）

優香的姐姐。海里的高中同學。
- 三好優香：木南晴夏（香港配音：成瑤孆）

海里的妻子，遥香的妹妹。因車禍意識不清而送醫治療，之後恢復意識（第5集）。最終與海里離婚（完結篇）。
- 直樹：GENKING（香港配音：李震權）

未亞、海里與千明經常光顧的串燒店「陶醉」的老闆。

#### 各集登場人物

##### 第1集
- 格雷西·戈爾德（Gracie Gold）：本人飾演

希望能在日本蒂芙尼公司的宣傳小冊撰稿的自由撰稿人，由未亞與海里負責面談。
- 顧客：鈴木奈奈（香港配音：曾佩儀）

未亞與海里視察直營店時到店消費的顧客。

##### 第2集
- 森丈一：駿河太郎（香港配音：劉奕希）

設計能力出眾的時尚設計師。同性戀者。
- 顧客：瀧澤加戀

到蒂芙尼新宿店預購限定商品的顧客。

##### 第3集
- 石岡健斗：吉澤亮（香港配音：鍾見麟）

為了向喜歡的人告白，而前往蒂芙尼直營店購買項鍊的大學生。網路行銷公司「Cyber Sales」的社長之子。
- 坂上學：木下鳳華（香港配音：葉振聲）

網路行銷公司「Cyber Sales」的常務董事。
- 石岡健一：三遊亭圓樂（香港配音：譚炳文）

網路行銷公司「Cyber Sales」的社長。

##### 第4集
- Hiro：LiLiCo（香港配音：許盈）

獲得女性廣大支持的暢銷作家。
- 經紀人和田：渡邊江里子（搞笑團體「阿佐谷姐妹」）

Hiro的經紀人。
- 丸山敬太：本人飾演

設計師。

##### 第5集
- 蛋糕店店員：三戸菜摘

表参道知名蛋糕店店員。

##### 第6集
- 栗原鈴子：小林幸子（第9集、完結篇）（香港配音：袁淑珍）

未亞的母親。

##### 第7集
- 藤枝志保：村川繪梨（香港配音：鄭麗麗）

宮澤的前女友。負責照護優香的看護師。
- 里田：好井正雄（搞笑組合「井下好井」）

宮澤的朋友。

##### 完結篇
- 古光堂的老闆：齊木茂

回到老家的未亞所任職的精品店老闆。
- 時裝秀工作人員：弘中麻紀

立志成為時尚設計師的年輕秀場工作人員。

## 與原作不同處
- 原作中未亞與海里任職的公司「羅亞爾」及「Beauté de dragée」，在日劇中分別改為實際存在的跨國頂級珠寶商公司「蒂芙尼」和高級女鞋品牌「Jimmy Choo」[5][10]。
- 海里的年齡原作是27歲，日劇版改為32歲。
- 海里與久野在原作中是同年齡的大學同學，日劇版改為大學的學長及學弟。
- 宮澤在原作中是代理營業部長，日劇版改為宣傳部員工。
- 未亞與朱莉及千明在原作中是學生時代的好友，日劇版改為小學時代的好友。
- 海里在原作中於美國洛杉磯的大學就讀建築科系，日劇中改為於美國哥倫比亞大學取得MBA學位。

## 製作團隊
- 原作：北川美幸
- 劇本：李正美、渡邉真子、井上聖司
- 音樂：木村秀彬
- 主題歌：松田聖子「薔薇のように咲いて 桜のように散って」（薔薇般綻放 櫻花般凋落）（日本環球音樂）[11][3]
- 製作人：伊與田英德、飯田和孝
- 導演：石井康晴、池田克彥、岡本伸吾

## 播出日程
| 各集                                                    | 播出日期 | 標題 | 中文標題                                                      | 劇本            | 導演     | 收視率 |
| ------------------------------------------------------- | -------- | ---- | ------------------------------------------------------------- | --------------- | -------- | ------ |
| 第1集                                                   | 7月12日  |      | 與蒂芙尼副社長快速陷入熱戀！不倫的純情之愛？                  | 李正美 渡邊直子 | 石井康晴 | 9.3%   |
| 第2集                                                   | 7月19日  |      | 孤獨的蒂芙尼副社長 無法阻止的秘密戀愛急速發展！               | 李正美 渡邊直子 | 石井康晴 | 7.4%   |
| 第3集                                                   | 7月25日  |      | 禁忌之夜！陷阱與背叛～獻給副社長的愛與秘密！                  | 李正美 渡邊直子 | 石井康晴 | 6.7%   |
| 第4集                                                   | 8月2日   |      | 妻子發現丈夫悲慘的過去！三角關係急速展開                      | 李正美 渡邊直子 | 池田克彥 | 6.9%   |
| 第5集                                                   | 8月9日   |      | 被妻子逼到無路可退的純情之愛！我的生日跟你是同一天            | 李正美 渡邊直子 | 岡本伸吾 | 6.7%   |
| 第6集                                                   | 8月23日  |      | 母親給予的愛！秘密在公司遭人揭發，已無處可躲的小三！          | 李正美 渡邊直子 | 池田克彥 | 9.7%   |
| 第7集                                                   | 8月30日  |      | 在殘酷的戰場上奪走丈夫手機的妻子！地獄餐會上的對決            | 李正美          | 池田克彥 | 7.7%   |
| 第8集                                                   | 9月6日   |      | 是深刻思考過的戀情？還是用心感受過的戀情？化身為怪物的妻子    | 渡邊真子        | 岡本伸吾 | 7.4%   |
| 第9集                                                   | 9月13日  |      | 完結篇之前！要結婚？還是為了要逃避而完全捨棄一切？            | 李正美          | 石井康晴 | 7.9%   |
| 完結篇                                                  | 9月20日  |      | 再見了，副社長！由妻子親自邀請的結婚典禮～充滿淚水的真相是…！ | 渡邊真子        | 石井康晴 | 9.1%   |
| 平均收視率8.1 %（收視率由Video Research於關東地區調查） |          |      |                                                               |                 |          |        |

- 因轉播里約奧運，原8月16日播出的第6集延後至8月23日播出。

## 獎項
- 第5回CONFiDENCE日劇大獎 [13]
  - 助演女優賞：木南晴夏
- 第90回日劇學院賞
  - 特別賞：空氣吉他

## 外部連結
- 週二連續劇《毫不保留的愛》－TBS電視台官方網站 （页面存档备份，存于）
- 《毫不保留的愛》－WAKUWAKU JAPAN 官方網站 （页面存档备份，存于）
- 《愛上副社長》－緯來日本台官方網站 （页面存档备份，存于）

| TBS 週二連續劇                              | TBS 週二連續劇                                 | TBS 週二連續劇 |
| ------------------------------------------- | ---------------------------------------------- | -------------- |
|                                             | 毫不保留的愛 （2016年7月12日 - 2016年9月20日） |                |
| 重版出来! （2016年4月12日 - 2016年6月14日） | 逃避雖可恥但有用 （2016年10月 - 2016年12月）   |                |

| 台灣 WAKUWAKU JAPAN 星期日 21:00 - 22:00 | 台灣 WAKUWAKU JAPAN 星期日 21:00 - 22:00                                        | 台灣 WAKUWAKU JAPAN 星期日 21:00 - 22:00 |
| ---------------------------------------- | ------------------------------------------------------------------------------- | ---------------------------------------- |
|                                          | （2016.9.4 - 2016.10.23）                                                       |                                          |
| (頻道開播)                               | 淺田舞京都一人遊 （2016.10.30 - 2016.11.6） IQ246〜華麗事件簿 （2016.11.13 - ） |                                          |

| 臺灣 緯來日本台 週一至週五 21:00 - 22:00 | 臺灣 緯來日本台 週一至週五 21:00 - 22:00 | 臺灣 緯來日本台 週一至週五 21:00 - 22:00 |
| ---------------------------------------- | ---------------------------------------- | ---------------------------------------- |
|                                          | （2016.10.11 - 2016.10.24）              |                                          |
| （2016.9.27 - 2016.10.7）                | （2016.10.25 - 2016.11.7）               |                                          |

| 香港 無線電視J2 星期六、日 09:30 - 10:30 · 5月27日改為09:30-10:45播出     | 香港 無線電視J2 星期六、日 09:30 - 10:30 · 5月27日改為09:30-10:45播出 | 香港 無線電視J2 星期六、日 09:30 - 10:30 · 5月27日改為09:30-10:45播出 |
| ------------------------------------------------------------------------- | --------------------------------------------------------------------- | --------------------------------------------------------------------- |
|                                                                           | （2018.5.27 - 2018.6.30）                                             |                                                                       |
| 星期六：無敵律師（第9集） （2018.4.28-2018.5.26）（09:00-10:30） （2017.1.1 - 2018.5.27） | 僱傭妻子（重播） （2018.7.1 - 2018.8.5）                                      |                                                                       |